# شنغد
شنغد (بالصينية: 承德市) هي مدينة من مدن الصين. يبلغ عدد سكانها 3610000 نسمة حسب إحصائيات سنة 2004. يبلغ ارتفاع المدينة عن سطح البحر قرابة 327 متر. تبلغ مساحتها 39519 كم².

## المناخ
يظهر الجدول التالي التغييرات المناخية على مدار السنة لشنغد:
| البيانات المناخية لـشنغد                    | البيانات المناخية لـشنغد | البيانات المناخية لـشنغد | البيانات المناخية لـشنغد | البيانات المناخية لـشنغد | البيانات المناخية لـشنغد | البيانات المناخية لـشنغد | البيانات المناخية لـشنغد | البيانات المناخية لـشنغد | البيانات المناخية لـشنغد | البيانات المناخية لـشنغد | البيانات المناخية لـشنغد | البيانات المناخية لـشنغد | البيانات المناخية لـشنغد |
| الشهر                                       | يناير                    | فبراير                   | مارس                     | أبريل                    | مايو                     | يونيو                    | يوليو                    | أغسطس                    | سبتمبر                   | أكتوبر                   | نوفمبر                   | ديسمبر                   | المعدل السنوي            |
| ------------------------------------------- | ------------------------ | ------------------------ | ------------------------ | ------------------------ | ------------------------ | ------------------------ | ------------------------ | ------------------------ | ------------------------ | ------------------------ | ------------------------ | ------------------------ | ------------------------ |
| متوسط درجة الحرارة الكبرى °م (°ف)           | −2.2 (28.0)              | 2.2 (36.0)               | 9.6 (49.3)               | 19.0 (66.2)              | 25.2 (77.4)              | 29.1 (84.4)              | 30.1 (86.2)              | 28.7 (83.7)              | 24.2 (75.6)              | 17.3 (63.1)              | 7.2 (45.0)               | −0.3 (31.5)              | 15.8 (60.4)              |
| متوسط درجة الحرارة الصغرى °م (°ف)           | −14.4 (6.1)              | −10.6 (12.9)             | −3.6 (25.5)              | 4.9 (40.8)               | 11.3 (52.3)              | 16.4 (61.5)              | 19.5 (67.1)              | 17.8 (64.0)              | 11.2 (52.2)              | 3.8 (38.8)               | −4.6 (23.7)              | −11.8 (10.8)             | 3.3 (37.9)               |
| الهطول مم (إنش)                             | 2.5 (0.10)               | 3.6 (0.14)               | 8.3 (0.33)               | 18.9 (0.74)              | 49.5 (1.95)              | 86.8 (3.42)              | 144.7 (5.70)             | 118.2 (4.65)             | 48.2 (1.90)              | 21.3 (0.84)              | 7.5 (0.30)               | 2.5 (0.10)               | 512.0 (20.16)            |
| متوسط أيام هطول الأمطار (≥ 0.1 mm)          | 1.6                      | 2.1                      | 3.7                      | 4.5                      | 7.8                      | 11.1                     | 14.2                     | 12.6                     | 7.7                      | 5.0                      | 2.5                      | 1.4                      | 74.2                     |
| متوسط الرطوبة النسبية (%)                   | 51                       | 46                       | 44                       | 39                       | 46                       | 58                       | 71                       | 74                       | 67                       | 58                       | 56                       | 54                       | 55                       |
| ساعات سطوع الشمس الشهرية                    | 195.6                    | 202.3                    | 240.6                    | 258.7                    | 276.4                    | 262.0                    | 229.1                    | 234.0                    | 240.2                    | 236.2                    | 193.5                    | 177.2                    | 2٬745٫8                  |
| نسبة وصول أشعة الشمس                        | 66                       | 68                       | 65                       | 65                       | 62                       | 58                       | 50                       | 55                       | 64                       | 69                       | 65                       | 62                       | 62                       |
| المصدر: China Meteorological Administration |                          |                          |                          |                          |                          |                          |                          |                          |                          |                          |                          |                          |                          |

## معرض صور

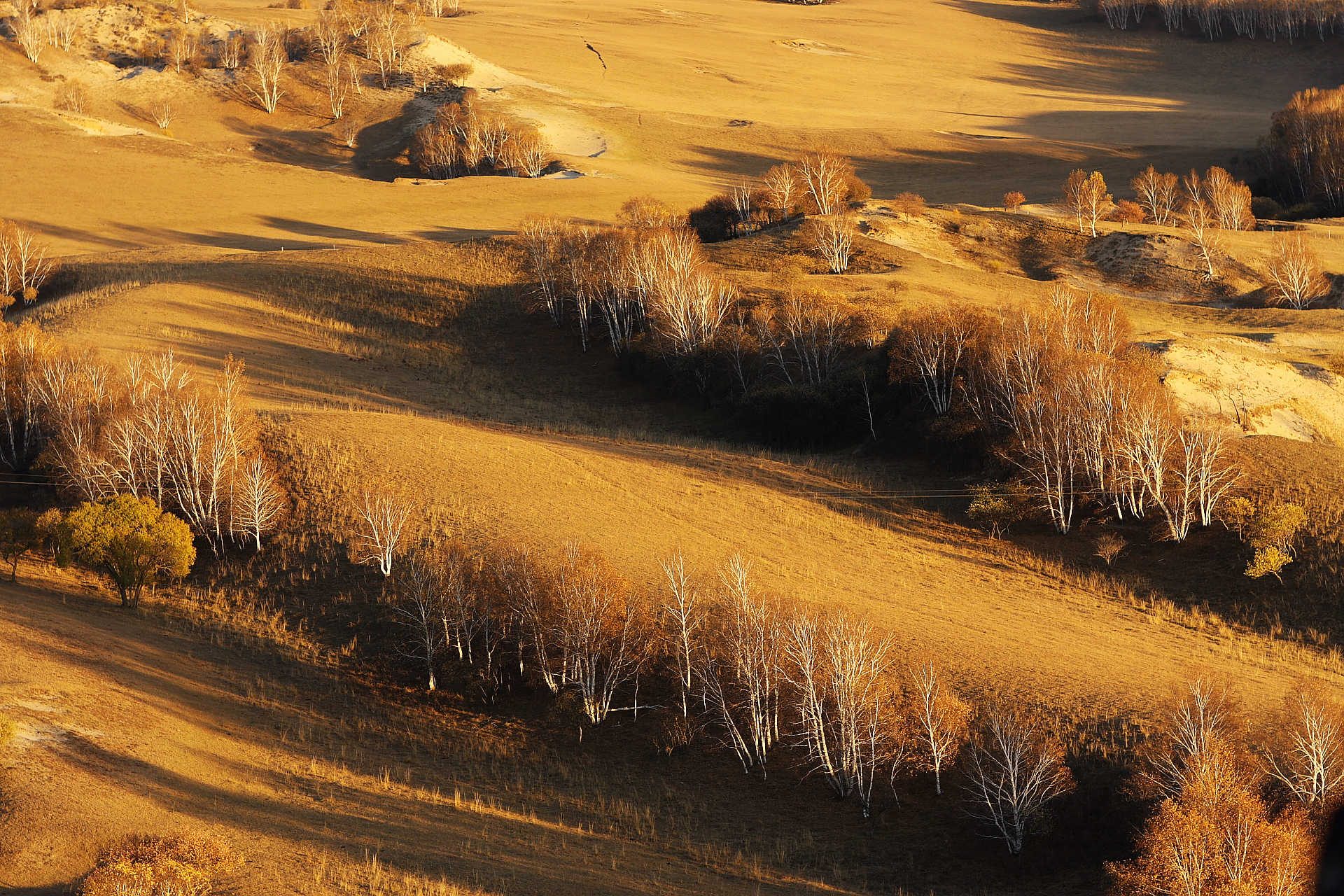
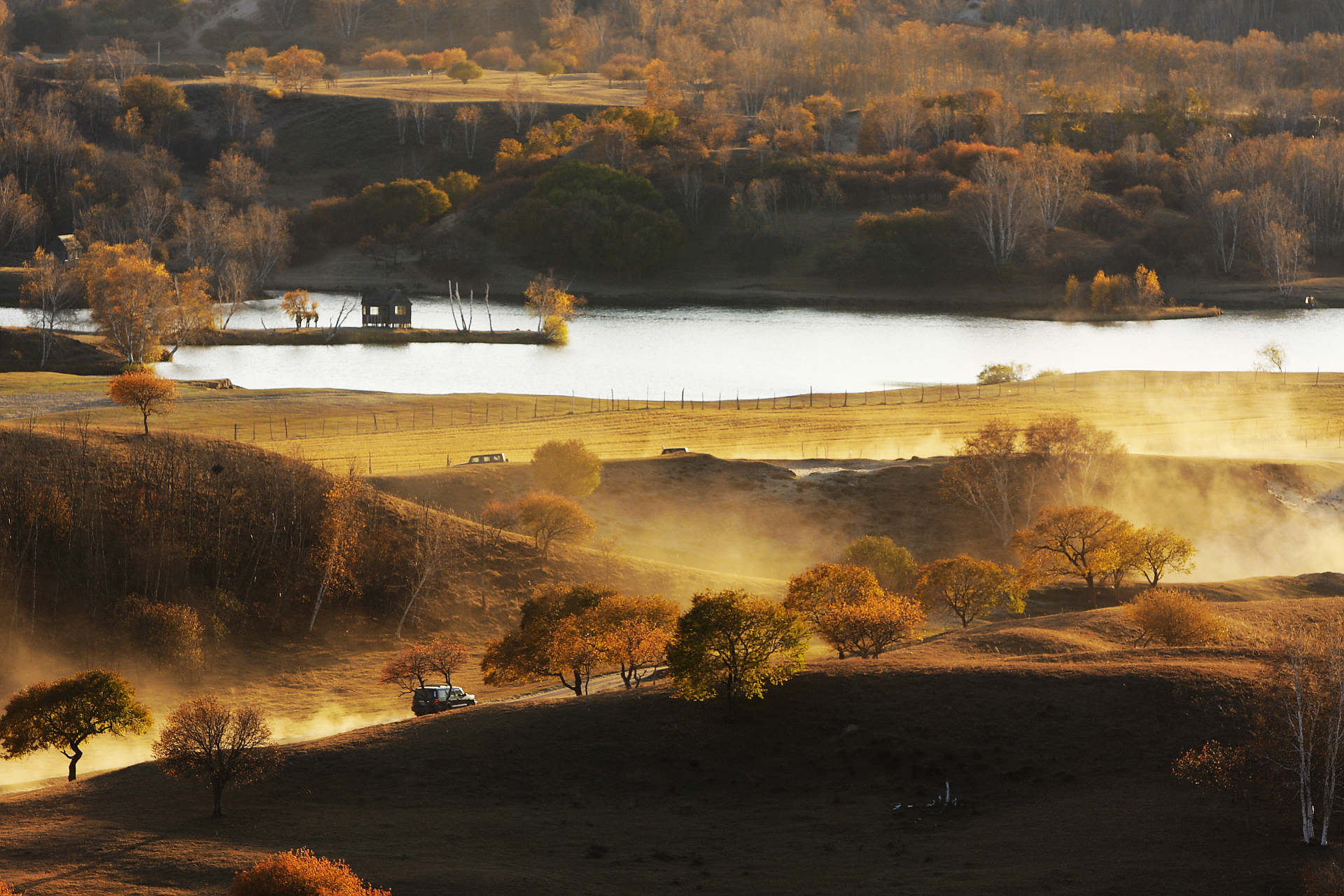
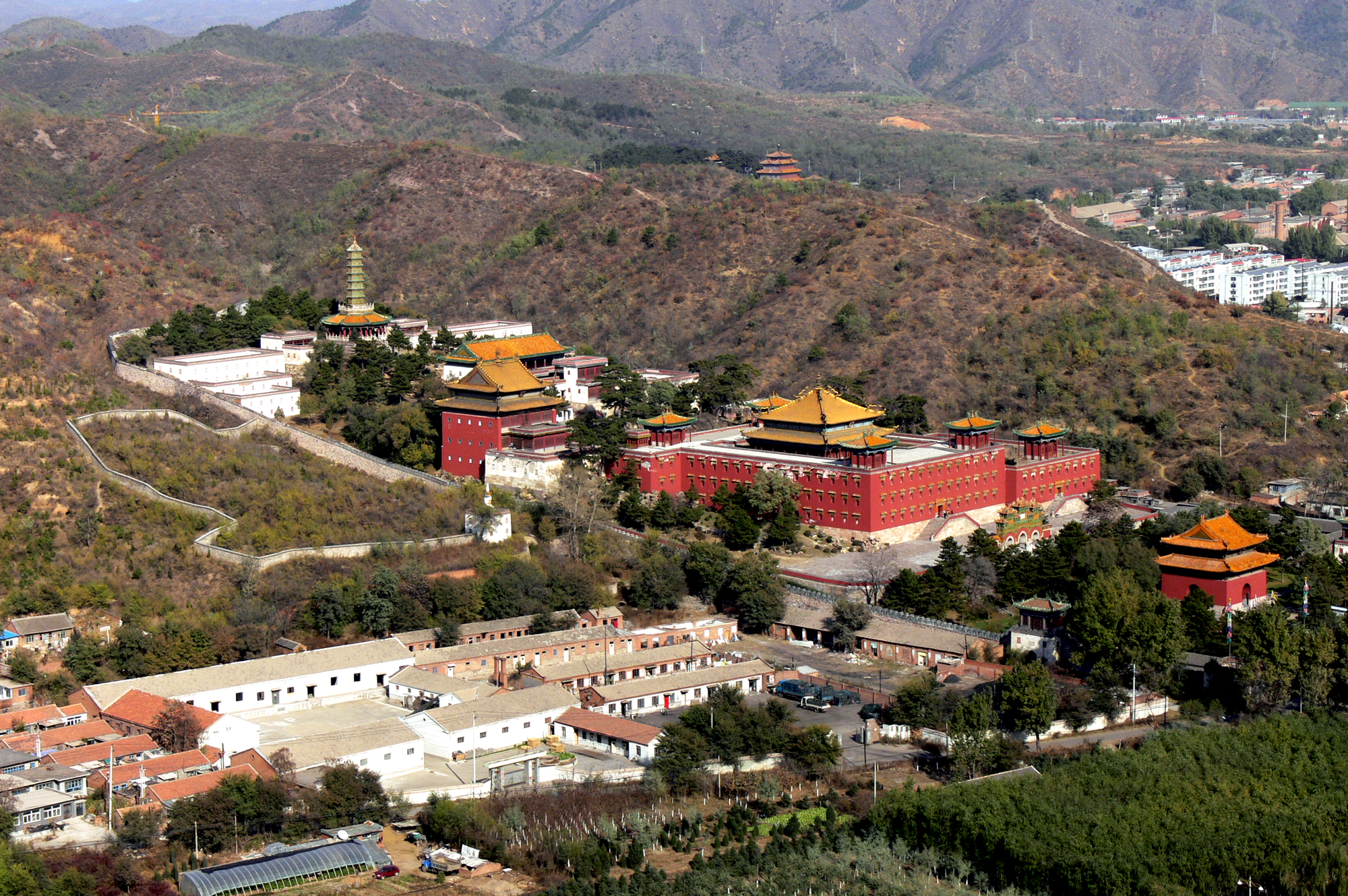
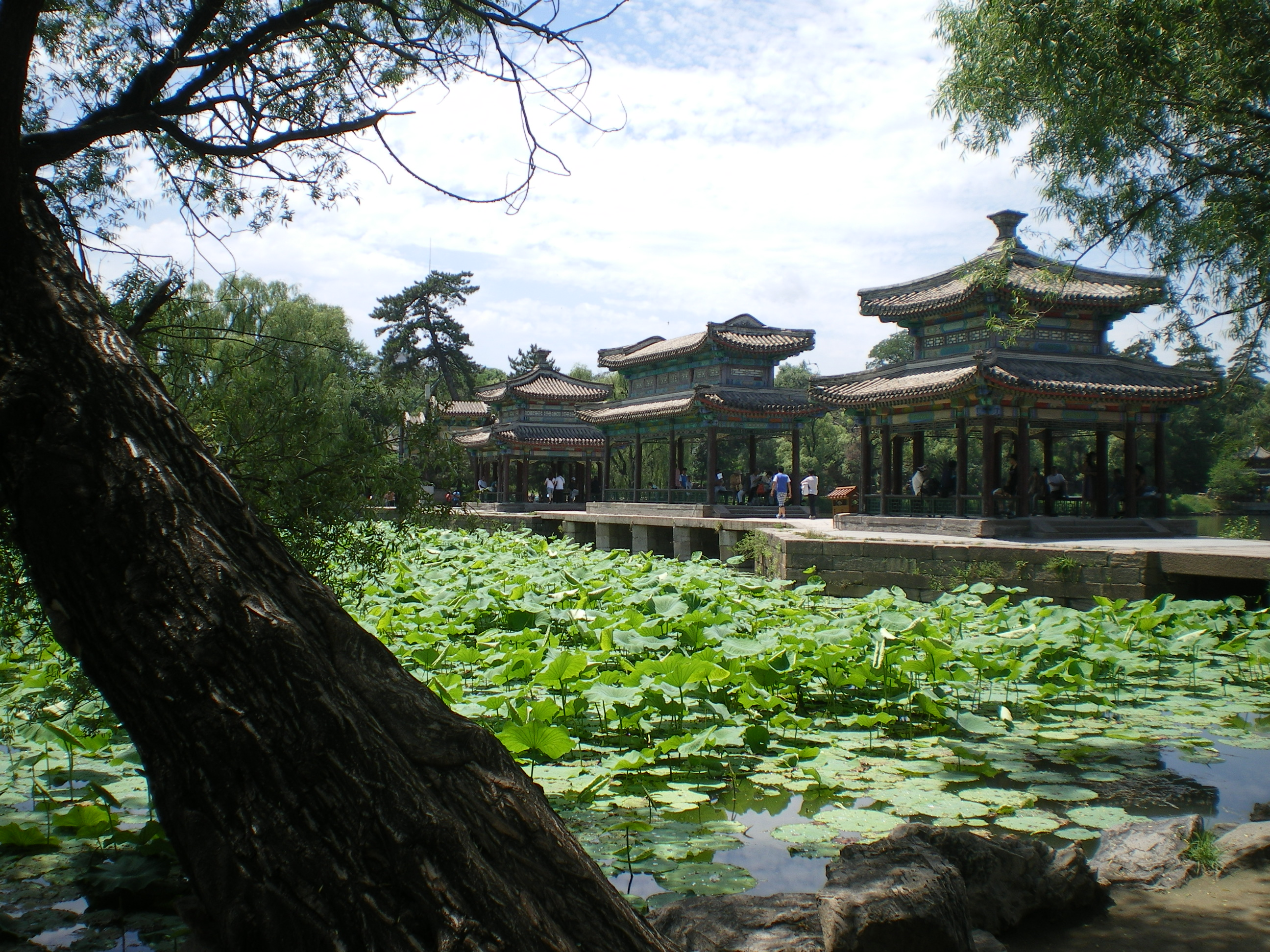

## أعلام
- دورغون